# Corinth (Vermont)
Corinth es un pueblo ubicado en el condado de Orange en el estado estadounidense de Vermont. En el año 2010 tenía una población de 1.367 habitantes y una densidad poblacional de 10,87 personas por km².

## Geografía
Corinth se encuentra ubicado en las coordenadas 44°1′40″N 72°16′37″O / 44.02778, -72.27694.

## Demografía
Según la Oficina del Censo en 2000 los ingresos medios por hogar en la localidad eran de $32,198 y los ingresos medios por familia eran $33,646. Los hombres tenían unos ingresos medios de $29,964 frente a los $23,646 para las mujeres. La renta per cápita para la localidad era de $14,431. Alrededor del 10.7% de la población estaba por debajo del umbral de pobreza.